# 达斯蒂·德沃夏克
达斯蒂·德沃夏克（英語：Dusty Dvorak，1958年7月29日—），美国男子排球运动员，司职二传。他曾代表美国国家队参加1984年夏季奥林匹克运动会排球比赛，获得一枚金牌。